# غلامحسین دوانی
غلامحسین دوانی (زاده ۲۵ تیر ۱۳۳۲، آبادان)، عضو پیشین شورای عالی انجمن حسابداران خبره ایران (حسابدار مستقل)، عضو پیشین شورای عالی جامعه حسابداران رسمی ایران (حسابدار رسمی)، و از مؤلفان، نویسندگان، سخنرانان و مدرسان حسابداری، حسابرسی، و حقوق تجاری در ایران است. از اوتا کنون بیش از 280 مقاله و 30 کتاب بزبان فارسی و انگلیسی  در زمینه موضوعات حسابداری، حسابرسی، راهبری شرکتی، مالیات، مدیریت و اقتصاد بر جای مانده است. وی همچنین، از دی ۱۳۷۸ تا اردیبهشت ۱۳۸۴ سردبیر ماهنامه حسابدار (انجمن حسابداران خبره ایران) بود. وی و ذبیح‌الله رضایی، موفق به اضافه‌کردن تاریخ حسابداری ایران به کتاب تاریخ حسابداری جهان شده‌اند. این کتاب با سرپرستی گری جان پرویتز،  هشتاد و هفتمین  عضو تالار مشاهیر حسابداری (۲۰۱۱)، تدوین شده‌است..او از اولین سخنرانان و منادیان حاکمیت شرکتی و مبارزه بافساد وپولشوئی در ایران به شمارمی رود .

## زندگی‌نامه
غلامحسین دوانی در ۲۵ تیر ۱۳۳۲ در خانواده‌ای سیاسی در آبادان متولد شد. خانواده او اصالتاً اهل دوان از توابع کازرون هستند. تحصیلات ابتدایی را در دبستان فرهنگ و دبستان کیوان و تحصیلات متوسطه را در دبیرستان رازی آبادان گذارند و با دیپلم ریاضی در سال ۱۳۵۰ فارغ‌التحصیل شد. به رغم آن که در رشته ریاضی درس می‌خواند تحت تأثیر معلمان معروف آن زمان آقایان شریفی، معبود انصاری و حسین‌آبادی به شعر و ادبیات فارسی علاقه زیادی نشان می‌داد و شعر نو می‌سرود. در سال ۱۳۵۰ قبل از شرکت در امتحانات کنکور در برنامه تلویزیون آبادان به نام آشنائی با مشاهیر علمی به کارگردانی خانم شهلا جاهد که توسط دکتر فربد از دبیران آبادان برگزار می‌شد شرکت و رتبه دوم را حائز شد.
در سال ۱۳۵۱ در کنکور مؤسسه عالی حسابداری قبول و با درجه ممتاز لیسانس خودرا سه ساله درشهریورماه 1354 اخذ نمود.

## سابقه حرفه‌ای
دوانی از نخستین اعضای جامعه حسابداران رسمی ایران است. وی جندین دوره عضو شورایعالی  انجمن حسابداران خبره ایران و مشاور مالیاتی اتاق بازگانی، صنایع، معادن و کشاورزی ایران بوده  است، در سال‌های ۸۶–۱۳۸۳ همزمان در شورای عالی جامعه حسابداران رسمی ایران و شورای عالی انجمن حسابداران خبره ایران (دو انجمن ایرانی عضو فدراسیون بین‌المللی حسابداران) عضویت داشت. علاوه بر این، وی در بسیاری از انجمن‌های علمی و حرفه‌ای ایرانی و بین‌المللی نظیر  انجمن حسابداران خبره امریکا(NYSSCPA)، انجمن بازرسان تقلب(CFE) ، انجمن حسابرسان داخلی امریکا(IIA) ، انجمن اقتصاددانان حرف ای کانادا( بریتیش (APEBC) عضویت دارد.
او در نوامبر 17-18 سال 2009 بعنوان نماینده جامعه حسابداران رسمی ایران و انجمن حسابداران خبره ایران در مجمع عمومی فدراسیون جهانی حسابداران «IFAC   »شرکت نمود و توانست عضویت پیوسته جامعه حسابداران رسمی ایران را در فدراسیون مذکور به ارمغان آورد .
دوانی از سال 1390 به کانادا مهاجرت کرده اما ارتباط خودرا با دانشجویان و انجمن های حرفه ای به صورت انلاین و مجازی برقرار نموده است 
حصیلات :
1-کارشناسی ارشد مدیریت عالی اجرائی از سازمان مدیریت صنعتی
2-کارشناسی حسابداری از مؤسسه عالی حسابداری

## کتاب‌ها و مقالات - دوانی بالغ بر 280 مقاله وبیش  30 جلد کتاب نوشته که 13 جلدآن بزبان انگلیسی در سایت آمازون عرضه شده که برخی ازاین کتابها به سایر زبان هانیز  ترجمه شده است.
- Th Political Economy in Accounting: from Marx to The Digital Age
- https://www.amazon.com/Books-Gholamhossein-Davani/s?rh=n%3A283155%2Cp_27%3AGholamhossein%2BDavani
- Social Accounting Theory: The New Approch in Globalisation
- https://www.amazon.com/Books-Gholamhossein-Davani/s?rh=n%3A283155%2Cp_27%3AGholamhossein%2BDavani
- The Rise and Fall of International Audit Firms to the Birth of the Big Four
- https://www.amazon.com/Books-Gholamhossein-Davani/s?rh=n%3A283155%2Cp_27%3AGholamhossein%2BDavani
- The History of Infiltration and Espoinage : In he Age Of Technology
- https://www.amazon.com/Books-Gholamhossein-Davani/s?rh=n%3A283155%2Cp_27%3AGholamhossein%2BDavani
- Corporate Governanace, Corporate Social Responsibility and Sustainable Accountig Reporting
- https://www.amazon.com/Books-Gholamhossein-Davani/s?rh=n%3A283155%2Cp_27%3AGholamhossein%2BDavani
- Empire, Imperialism. Ultra-Imperialism and Corporatocracy
- https://www.amazon.com/Books-Gholamhossein-Davani/s?rh=n%3A283155%2Cp_27%3AGholamhossein%2BDavani
- Redefining Class & Labor in The Age of Intelligence Artificial: Rethinking Social Theories From Marx to the present
- https://www.amazon.com/Books-Gholamhossein-Davani/s?rh=n%3A283155%2Cp_27%3AGholamhossein%2BDavani
- Internal Auditing in the Age of AI and Risk
- https://www.amazon.com/Books-Gholamhossein-Davani/s?rh=n%3A283155%2Cp_27%3AGholamhossein%2BDavani
- Globalization, Global Corporation and Global Government[۱۲]
- Globalisation, Global Corporations and Global Government, LAP LAMBERT Academic Publishing, October 27, 2014[۱۳]
- World Wealth and World Debt
- https://www.bookdepository.com/World-Wealth-World-Debt-World-Corporation-Gholamhossein-Davani/9786137388785
- World Future " Rise and fall of Top Economic Power in 2060
- https://www.amazon.ca/World-Future-Rise-Economic-Power/dp/3659680060
- Social Accounting Theory,The new Approach in Globalisation  Age
- https://www.amazon.ca/Social-Accounting-Theory-Approach-Globalisation/dp/6200086273
- Iran Direct Taxation
- https://www.amazon.com/Iran-Direct-Taxation-Act-Management/dp/6137388190
- مجموعه قوانین مالیات های مستقیم، انتشارات کیومرث
- حسابداری مالیاتی، انتشارات کیومرث
- حسابداری شرکتها، تألیف مشترک با علی امانی، انتشارات سازمان کتابهای درسی
- راهنمای حسابرسی مالیات بر ارزش افزوده، تألیف مشترک با علی امانی، انتشارات کیومرث
- مجموعه قوانین و مقررات تجاری و قانون شرکتهای تعاونی، انتشارات کیومرث
- مجموعه پرسش و پاسخ‌های کاربردی قانون تجارت، تألیف مشترک با علی امانی، انتشارات کیومرث
- بازار جهانی حسابرسی، تألیف مشترک با علی امانی، انتشارات کیومرث
- بورس، سهام و نحوه قیمت گذاری سهام، انتشارات کیومرث
- مجموعه قوانین و مقررات سرمایه گذاری های خارجی در ایران، انتشارات کیومرث
- مجموعه قوانین و مقررات کار و تأمین اجتماعی، انتشارات کیومرث
- قانون روابط مالک و مستاجر، نشر نخستین
- قانون انتخابات شورای اسلامی، نشر نخستین
- مجموعه قوانین اساسی و مدنی ایران، انتشارات کیومرث
- مجموعه قوانین مجازات اسلامی، انتشارات کیومرث
- مجموعه قانون و مقررات چک، انتشارات کیومرث
- قانون اساسی ایران، انتشارات کیومرث
- مجموعه مقررات کسب و کار در ایران (به زبان انگلیسی)، RSM International